# Bryan Konietzko
Bryan Konietzko est le cocréateur et réalisateur d´Avatar, le dernier maître de l'air et de La Légende de Korra. Il a travaillé en tant que concepteur de personnage à Film Roman pour Les Griffin et en tant qu'assistant directeur pour Mission Hill et Les Rois du Texas (King of the Hill). Il fut Storyboard Artist et directeur artistique pour la série animée de Nickelodeon, Invader Zim.
Konietzko est également actif comme photographe et musicien. Avec son projet de musique électronique "Ginormous", il a publié cinq albums sur le label allemand Hymen Records, dont une bande-son composée pour la danseuse Maria Gillespie,.